# ASL Airlines Switzerland
ASL Airlines Switzerland AG foi uma companhia aérea suíça de fretamento de passageiros e frete. A companhia aérea operava serviços de entrega de pacotes de sua base no EuroAirport Basel-Mulhouse Freiburg em toda a Europa, além de transporte para as Forças Armadas suíças, organizações humanitárias e a indústria do petróleo. Sua sede era em Bottmingen, Basel-Landschaft.

## História
A companhia aérea foi criada e iniciou suas operações em 1984.
Em dezembro de 2014, o Grupo FARNAIR foi adquirido pelo ASL Aviation Group, com sede na Irlanda. Em 4 de junho de 2015, ASL Aviation Group anunciou que Farnair Switzerland será rebatizado como ASL Airlines Switzerland.
A sede da companhia aérea mudou-se para Bottmingen, Basel-Landschaft, nas proximidades do EuroAirport Basel-Mulhouse-Freiburg, em agosto de 2015. A sede da companhia aérea costumava ser no lado suíço do EuroAirport Basel em seguida, em Allschwil, Basel-Landschaft.
A ASL Airlines Switzerland encerrou todas as operações em 1 de fevereiro de 2018.

## Frota

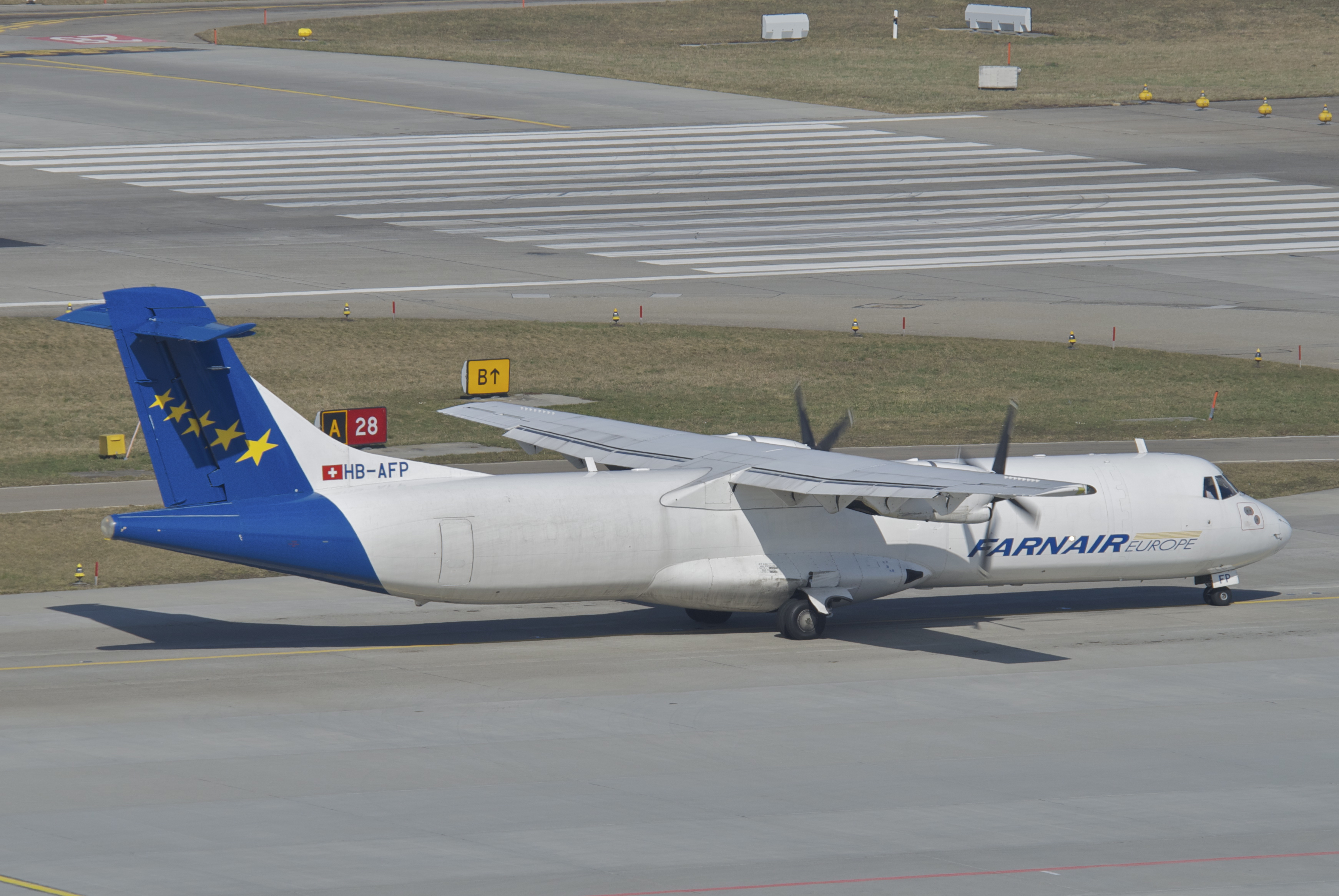
Um ATR 72-200F da ASL Airlines Switzerland nas cores anteriores da Farnair

Em outubro de 2016, a frota da ASL Airlines Switzerland era composta pelas seguintes aeronaves:
| Aeronaves   | Em Serviço | Ordens | Notas     |
| ----------- | ---------- | ------ | --------- |
| ATR 42-300  | 1          | –      |           |
| ATR 72-200F | 11         | –      | Cargueiro |
| ATR 72-500F | 1          | –      | Cargueiro |
| Total       | 13         | –      |           |